# Tsitsernakaberd
Tsitsernakaberd (en arménien : Ծիծեռնակաբերդ, en arménien occidental : Dzidzernagapert) est un mémorial dédié aux victimes du génocide arménien perpétré par le gouvernement Jeunes-Turcs entre 1915 et 1916, situé sur une des collines de la capitale arménienne, Erevan. Tsitsernakaberd signifie « fort aux hirondelles » en arménien (tsitsernak, « hirondelle », et berd, « fort »).

## Histoire
Le 24 avril 1965, lors du 50e anniversaire du génocide, plus d'un million de personnes se sont réunies à Erevan pendant 24 heures. Mais c'est pourtant juste avant cet événement que, le 16 mars 1965, le gouvernement arménien de l'époque prend la décision de financer un petit mémorial. Petit sur les plans, le monument s'avère être colossal à la fin des travaux en 1968 et devant le fait accompli, le secrétariat du parti communiste ne peut que prendre acte.

## Architecture
Le monument est composé de plusieurs parties :
- une pointe de granite de 44 mètres de haut représente la renaissance de la nation arménienne. Cette pointe est divisée en deux parties, l'une couvrant l'autre, qui symbolisent les deux Arménies orientale et occidentale ;
- douze stèles de granite sont disposées en cercle ; elles sont souvent et à tort considérées comme symbolisant les 12 provinces perdues, aujourd'hui turques, d'Arménie occidentale[2]. Au milieu, à 1,5 m de profondeur, la flamme éternelle est le lieu de recueillement. Tous les 24 avril, des milliers de personnes y déposent une fleur ;
- le long de l'allée menant à la stèle et à la pointe, un mur long de cent mètres porte les inscriptions des principaux villages arméniens de l'Empire ottoman dans lesquels ont eu lieu les massacres ;
- plus récemment, depuis 1995, les personnalités politiques (au sens large) du monde entier plantent un arbre et signent leurs quelques mots sur une plaque dorée de l'autre côté de l'allée ;
- en 1995 s'est également ouvert un musée circulaire souterrain. On y trouve des clichés de photographes allemands (l'Allemagne était l'alliée de la Turquie pendant la Première Guerre mondiale) et plusieurs publications relatant les événements de l'époque. Un monument rappelle les paroles de grands hommes européens, comme Charles Péguy, Jean Jaurès, Georges Clemenceau, Anatole France, qui ont appuyé la cause arménienne.

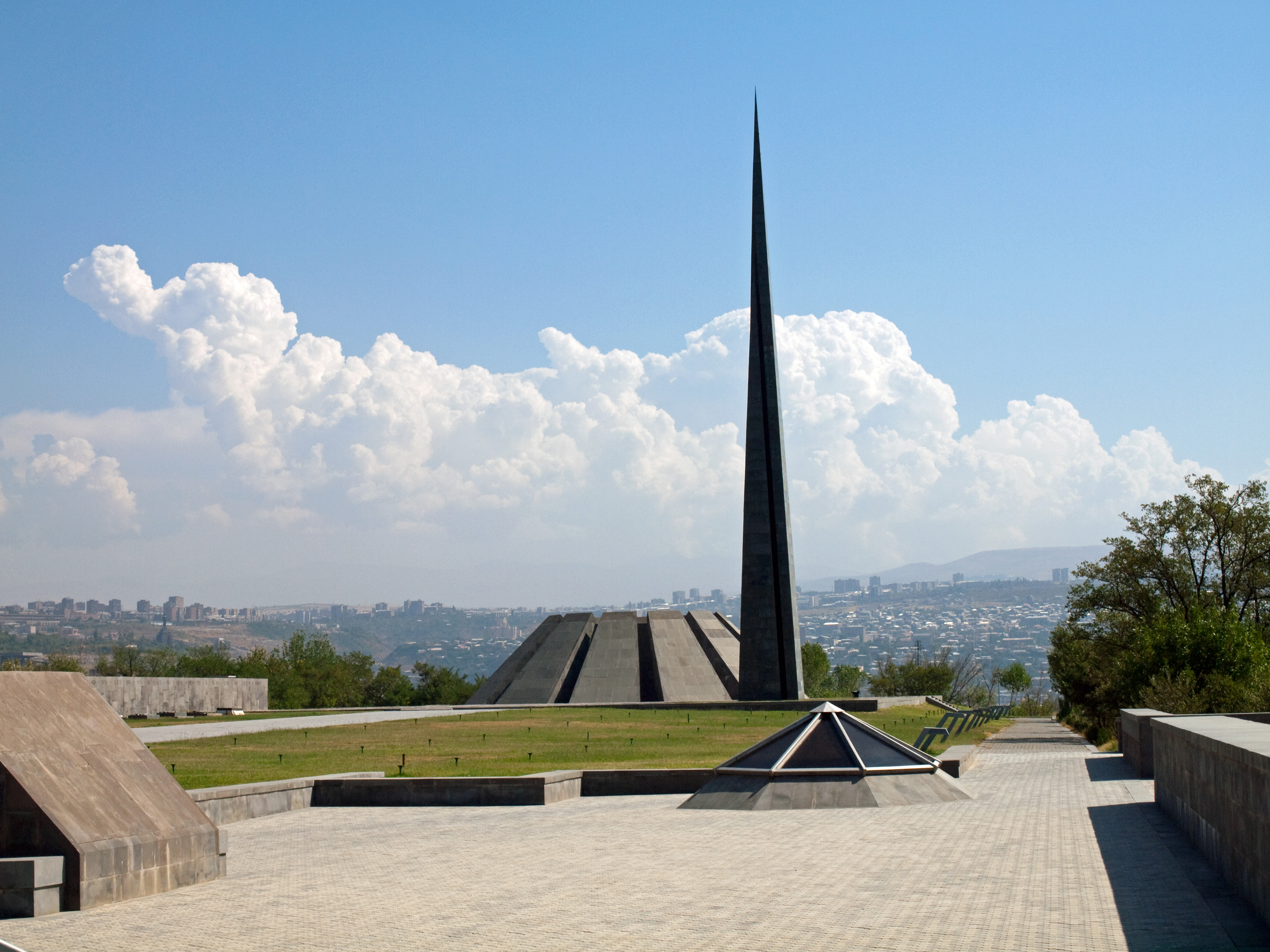
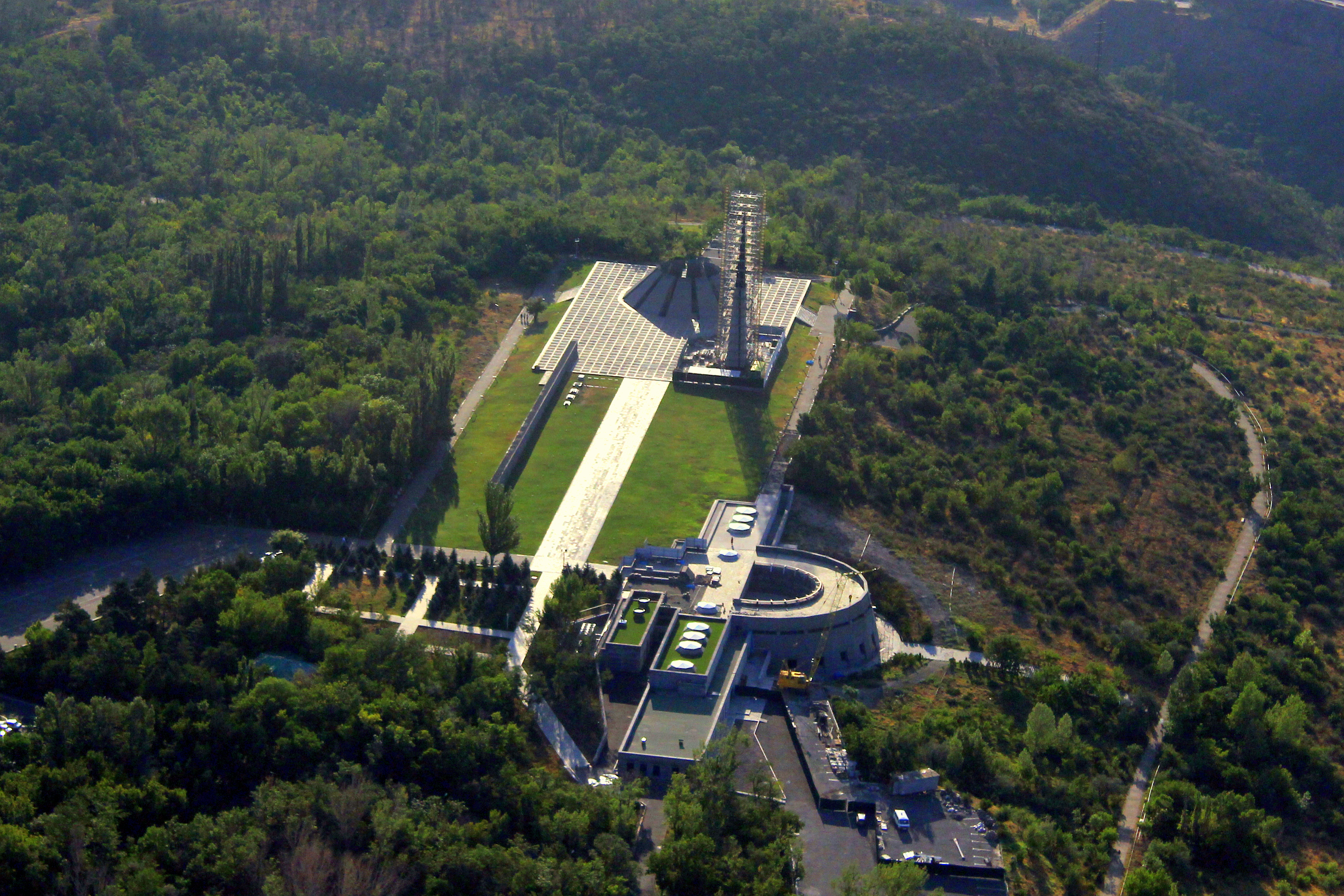
Le mémorial, vu du ciel.
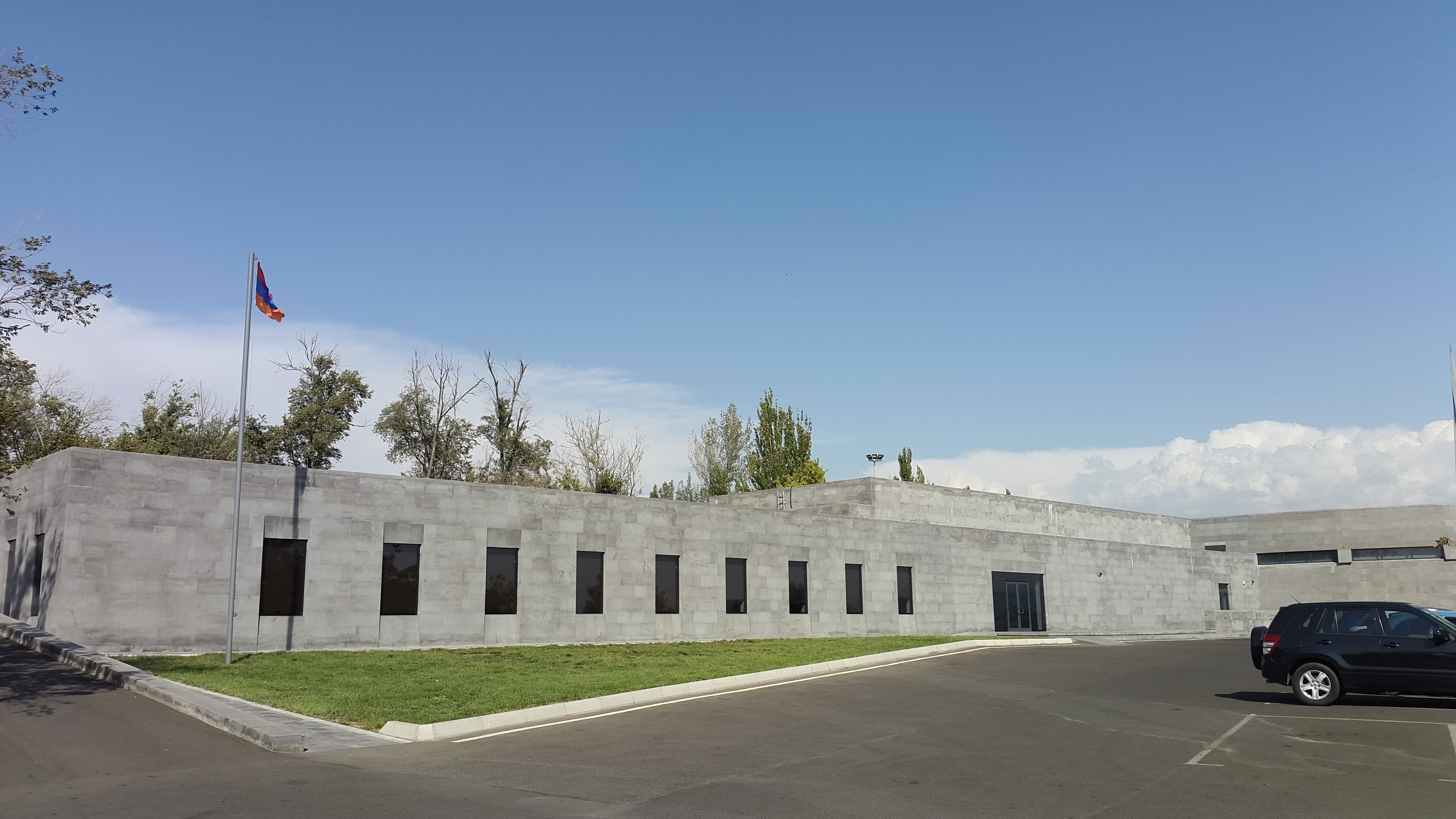
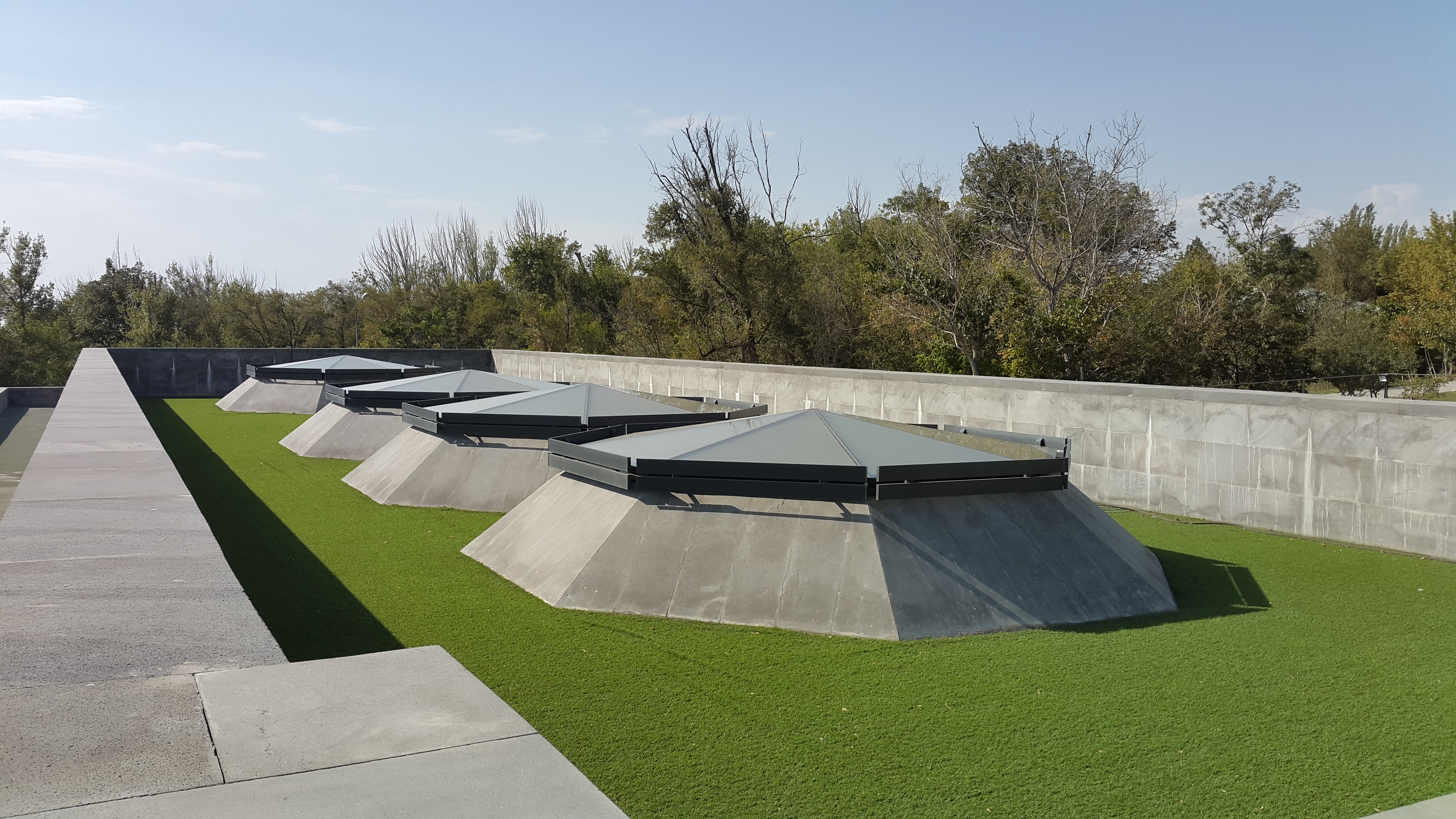
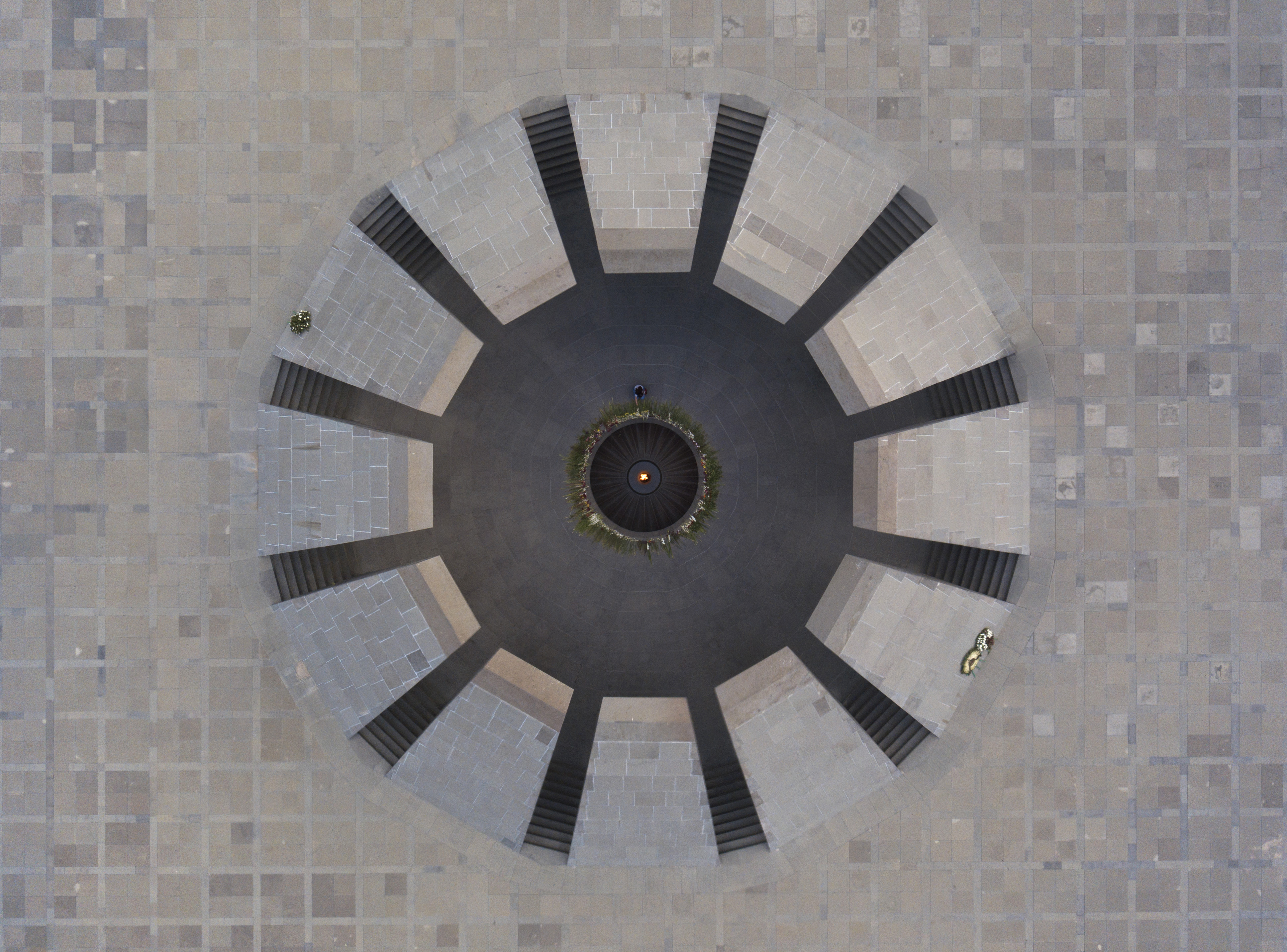
Une femme déposant des fleurs dans le mémorial.